# Виле Сан Себастијано (Империја)
Виле Сан Себастијано је насеље у Италији у округу Империја, региону Лигурија.
Према процени из 2011. у насељу је живело 91 становника. Насеље се налази на надморској висини од 450 м.